# Oxford House Airport
Oxford House Airport är en flygplats i Kanada.   Den ligger i provinsen Manitoba, i den sydöstra delen av landet, 1 700 km nordväst om huvudstaden Ottawa. Oxford House Airport ligger 192 meter över havet. Den ligger vid sjön Back Lake.
Terrängen runt Oxford House Airport är mycket platt. Trakten runt Oxford House Airport är nära nog obefolkad, med mindre än två invånare per kvadratkilometer.. Närmaste större samhälle är Oxford House, 1,9 km norr om Oxford House Airport.
I omgivningarna runt Oxford House Airport växer i huvudsak blandskog.